# Logorama
Logorama è un cortometraggio d'animazione francese del 2009 scritto e diretto da François Alaux, Hervé de Crécy e Ludovic Houplain (H5) e prodotto da Autour de Minuit.  
Ambientato in una versione stilizzata di Los Angeles, il cortometraggio ritrae eventi raccontati interamente attraverso l'uso di oltre 2.000 loghi e mascotte contemporanei e storici.  Il film ha vinto sia il Prix Kodak al Festival di Cannes 2009 che l'Oscar per il miglior cortometraggio d'animazione all'82° Academy Awards nel 2010.
Un catalogo basato sul cortometraggio, intitolato Logobook e scritto dal co-regista del film Ludovic Houplain, è stato pubblicato da Taschen nel 2013. 

## Trama
Il cortometraggio si apre con un panorama di Los Angeles dove tutti gli edifici e abitanti sono rappresentati in qualche forma di marchio commerciale: gli uccelli hanno la forma di loghi Bentley e Aston Martin e la farfalla di MSN; i pedoni hanno la forma dell'icona AOL e i segnali stradali sono montati, tra gli altri, sui loghi dell'Atlantic Records. La mascotte degli snack Pringles entra nel parcheggio di un ristorante Pizza Hut e propone a una cameriera Esso di fare una pausa e fumare una sigaretta (che è il logo di Air France). Nel frattempo due studenti a forma di logo BiC, di Bob's Big e Haribo sono in tournée in uno zoo guidati da un appariscente Mastro Lindo odiando il tour, Big Boy e Haribo Boy scendono dal pullman del tuour e iniziano a molestare il leone MGM, spingendo il proprietario dello zoo, il Jolly Green Giant a rimproverarli.
Mentre degli agenti di polizia a forma di Omino Michelin ordinano il pranzo al KFC, arriva una chiamata alla radio in cui si afferma che un criminale di nome Ronald McDonald è a piede libero su un camion delle consegne rosso; i due agenti individuano Ronald lo inseguono. Purtroppo l'inseguimento va fuori controllo, poiché molti passanti innocenti vengono messi in pericolo o feriti dalla fuga del pazzo criminale. Nel frattempo, gli studenti BiC insieme a Big Boy e Haribo Boy allo zoo hanno terminato il loro tour e sono tornati sullo scuolabus, avvicinandosi alla Pizza Hut dove la ragazza Esso sta servendo la mascotte Pringles. Ronald devia per evitare lo scuolabus e fa schiantare il suo camion davanti al Pizza Hut. Diverse pistole e armi fuoriescono dal retro del camion, tentando Big Boy e Haribo Boy a rubarle per venderle al mercato nero. Ronald però esce dal camion e mette fuori combattimento Haribo Boy con un calcio, prima di prendere in ostaggio Big Boy e correre all'interno del Pizza Hut. Big Boy si libera mordendo Ronald al braccio e corre al riparo dietro il bancone con la ragazza Esso mentre Ronald infuriato tenta di sparargli. Alla polizia viene fornita la scusa per iniziare a sparare su Ronald, ma questi uccide uno degli agenti.
Mentre lo scontro a fuoco segue nelle strade, si sente un basso brontolio in tutta Los Angeles, che provoca l'eruzione di un gigantesco terremoto e l'apertura di una fessura a forma di logo Xbox di Microsoft che spacca le strade. Big Boy ed Esso Girl scappano dal Pizza Hut che sta crollando rapidamente usando un'auto della polizia dirottata mentre le mascotte dei Pringles vengono entrambi schiacciati all'interno. Dopo aver sparato ad un altro poliziotto con la sua pistola Ronald attraversa la città su una motocicletta Grease 2 rubata, ma cade urtando un segnale a forma di Weight Watchers e scivola via cadendo in un crepaccio a forma di logo Zenith Electronics. Mentre si rialza, viene investito da Esso Girl e Big Boy, che scappano dalla città e sfrecciano lungo un'autostrada curva a forma di logo VAIO. Mentre il duo percorre la strada la Scritta Hollywood, cade a pezzi e le lettere giganti si schiantano sull'autostrada di fronte a loro. Evitando una delle lettere, il duo vira fuori dall'autostrada e giù per una collina, schiantandosi infine contro un albero a forma di logo di American Century Investments. In seguito, il petrolio erutta improvvisamente dalle spaccature intorno alla città e inonda completamente Los Angeles.
Esso Girl e Bic Boy sono bloccati rivelando un gigantesco logo della parete nord mentre la terra si sgretola intorno a loro, inghiottita dal mare e lasciando i due insieme su una minuscola isola. Il film si chiude con Esso Girl che raccoglie e morde un logo colorato di Apple  mentre è sdraiata sull'isola insieme a Bic Boy, prima di rimpicciolire salendo in quota per rivelare che la California è stata separata dalla terraferma e ora ha la forma del logo Nike, ma rivelando anche che l'intero universo è composto da ancora più loghi.
Dopo i titoli di coda, Ronald, ormai calvo, con gli occhi neri e parzialmente sdentato, ride minacciosamente e dice "Lo adoro!"

## Tematiche
Logorama esplora la misura in cui i loghi sono incorporati nell'esistenza quotidiana del mondo occidentale. I membri di H5 hanno spiegato che " Logorama ci presenta un mondo ipercommercializzato costruito solo da loghi e marchi reali che vengono distrutti da una serie di disastri naturali (tra cui un terremoto e un'ondata di petrolio). I logotipi sono usati per descrivere un allarmante universo (simile a quello in cui viviamo) con tutti i segni grafici che ci accompagnano ogni giorno nella nostra vita. Questo universo sovraorganizzato viene violentemente trasformato dal cataclisma che diventa fantastico e assurdo. Mostra la vittoria del creativo contro il razionale, dove trionfano la natura e la fantasia umana”.
L'intero cortometraggio è costituito da immagini di marchi, loghi e mascotte utilizzati come personaggi, oggetti di scena, luoghi, veicoli e altri contenuti. Gli usi notevoli all'interno del film includono la mascotte di McDonald's Ronald McDonald che viene raffigurata come il principale antagonista, mentre gli Omini Michelin sono raffigurati come la polizia. Tuttavia, alcuni dei loghi derivano anche da opere di fantasia, come Slurm di Futurama, il logo di Ghostbusters, l'insegna Buy-N-Large (BnL) di WALL-E, l'insegna di South Park e il logo de Il trenino Thomas.